# 圣富尔亨西奥
圣富尔亨西奥，是西班牙巴伦西亚自治区阿利坎特省的一个市镇。总面积20km2，总人口4039人（2001年），人口密度202人/km2。